# Белуджки език
Белуджките езици са група ирански езици, говорен от около 8 милиона души в Иран, Афганистан и Пакистан.